# クイーン・エメラルダス
『クイーン・エメラルダス』 (QUEEN EMERALDAS) は、松本零士による漫画作品。
主人公であるエメラルダスが頻繁に他作へゲスト出演し、原作としたラジオドラマやアニメも製作された。

## あらすじ
「大宇宙の魔女」と呼ばれ、飛行船型の宇宙船「クイーン・エメラルダス号」に乗って宇宙を駆ける女海賊エメラルダス。彼女がなぜ宇宙を旅しているのかは誰も知らない。手製の宇宙船で宇宙に飛び出した少年・海野広は火星の衛星・ダイモスのアルギューレ北方の峡谷に墜落してしまう。広は重傷を負い病院に運ばれるがそこを抜け出し、戻ってきた墜落現場でエメラルダスと出会うところから物語は始まる。

## 解説
秋田書店発行の『月刊プリンセス』1975年5月号に掲載された読切短編『エメラルダス』が最初である。その後講談社発行の『週刊少年マガジン』創刊1000号にあたる1978年2号から『QUEENエメラルダス』のタイトルで連載開始。連載第1話は30ページオールカラーであった。講談社から『月刊プリンセス』掲載の読切短編も収録した全4巻の単行本が刊行された。また、連載終了後も番外編が3作発表されたり、他の作品にエメラルダスがゲスト出演するなど、松本零士の主要作品との位置付けとなっている。
『少年マガジン』1979年5月25日増刊号に掲載された番外編と、1980年2・3合併号に掲載された読切は単行本未収録となっていたが、2009年11月11日講談社コミッククリエイトから発売された文庫本『新装完全版クイーン・エメラルダス』の1巻と2巻に収録された。なお、この未収録だった作品は原稿の所在が不明だったため、掲載された当時の『少年マガジン』をコピーし、コンピュータ処理ののち、最終的に作者の松本零士が当時の筆勢のままに再現したものである。
本作品の内容は、『宇宙海賊キャプテンハーロック』と同じように宇宙を旅する女の物語である。文化放送の『セイヤング』で『スペースファンタジーエメラルダス』としてラジオドラマ化され、のちにLPレコードとしても発売された。エメラルダスという名前は宝石のエメラルドが由来である。幼い頃の松本零士はエメラルドは「赤い宝石」だと間違った認識をしており、彼女のデザインを故意に赤基調としたのは大人になってもその赤いイメージを払拭することができなかったためだとしている。
主人公のエメラルダスは『銀河鉄道999』や『わが青春のアルカディア』などのアニメ作品にゲストキャラクターとして登場しているが、本作のアニメ化は同時期に連載していた『999』や『ハーロック』よりもずっと後となった。最初にアニメ化の企画が出たのは1982年ごろで、『さよなら銀河鉄道999 アンドロメダ終着駅』『1000年女王』『わが青春の‐』と、当時松本零士原作アニメを路線として敷いていた東映動画（現・東映アニメーション）により、1983年夏公開の劇場アニメ映画として企画される。だが『わが青春の‐』の興行収入の不振やその続編となるテレビシリーズ『無限軌道SSX』が放映される頃には松本アニメブームが終息していたこともあり、この企画は実現しなかった。それから16年後となる1998年にOVAとしてアニメ化が実現した。
原作漫画のエメラルダスにはラーメタル人という設定は無く、地球生まれの地球人という設定になっている。彼女の乗るクイーン・エメラルダス号は、エメラルダスが太陽系アンモナイト第三惑星『ジュラ』で入手した物である。惑星「ジュラ」の砂漠に不時着した際に乗っていた元の宇宙船が故障し、この星で一時を過ごそうとするも、この星に先に住み着いていた100人の移住者から拒否され、食料も底を突きかけて途方に暮れていた時に「ヒモネス」という不思議な形をした生物に導かれて付いて行った先が、とある宇宙船の中だった。船の中からは女性の声がして、モスガルートの「ゾナラーナ」と名乗る女性と暫し話をした後、長旅で疲れて年老いたゾナラーナは死亡する。船はこの時にゾナラーナから譲り受けた船ということになっている。また、「クイーン・エメラルダス号」という船名はエメラルダスが継承した際に自ら名付けた名前ではなく、ゾナラーナが所有していた当時から「クイーン・エメラルダス号」という名称だったか、もしくはゾナラーナがエメラルダスと出逢うことを予見して予め名付けておいた名称であることが判っている。なお、エメラルダスの頬の傷は、この惑星「ジュラ」の移住者の男との戦いで付けられた傷ということになっている。

## 登場人物
クイーン・エメラルダス
この物語の主人公。詳細はクイーン・エメラルダスを参照。
海野 広
夢を求めて地球を発った少年。本名は蛮野 ゼロ。父親は反乱軍の将校だったが、処刑されたため、一家は地球に居場所を失い、二度と地球に戻らぬ意思で地球を発つ。父親が反乱兵として処刑されたことで世間から後ろ指を指される生活を強いられたことから、地球と決別する意味で本名を捨て「海野 広」の偽名でこれまで生きてきた。手製の宇宙船で火星まで行き着いたことを誇りにしている。火星の衛星「ダイモス」の軌道上で宇宙船が壊れてダイモスに不時着するが、重傷により入院する。その後、病院を抜け出して船の所に戻るも、故障して残骸と化した船を見て絶望する。しかし、そこでエメラルダスと出逢う。
ロクに風呂にも入っていなかったこととその容姿から、入院した広を担当する看護婦のラムからは「臭い」「サルみたいなの」「原始人」「ゴリラみたいな子」と軽蔑され、仕舞には「あいつに首をしめられてにおいがうつった」と言って風呂に入るほど嫌がられていた。
登場からしばらくは前述のとおりの容姿だったが、ガニメデ鉱山のアルバイト要員として再登場してからは『銀河鉄道999』劇場版の星野鉄郎のような容姿で描かれ、OVA版やゲーム『松本零士999』のアニメビジュアルシーンでは一貫して凛々しい容姿で描かれている。
医者
重傷で入院した広を診察を担当した医師。広の理解者の1人であり、広が自分の船のある場所に戻る時に重傷の身を案じて後を追い、船の場所まで手をかす。船を作るのに必要な金を稼ぐためにガニメデを目指す広のために密かにボーン船長に金を渡してボーン船長の船に乗船させるよう依頼するなど、広を後押しする。広がダイモスを発った後、エメラルダスのことをよく知る酒場のマスターと広の旅の成功を祈って乾杯する。
マースゲバルト
ダイモスでエメラルダスと対決した人物。名うての殺し屋らしく、エメラルダスにも名前を知られているだけあり、エメラルダスが「あなたはつよかった」と評するほどの人物だったが、歯が立たずに一撃で殺された。
ボーン
宇宙を行き来する鉱石運搬船「カーマインレッド」の船長。船内で働くからガニメデまでタダで乗せて欲しいといってきた広を殴り飛ばして門前払いする。その後、医師に金を積まれて広の乗船を約束するが「ガニメデまで乗せる」とまでは約束せず、結局は途中で重量オーバーにより広を宇宙空間に棄てることを決める。ギヤズによると、ボーンは宇宙のルールから外れる行動をとる常習者だったようだ。一度は広に銃で撃たれて気絶するが、気がついた際に広を殺そうとする。しかし、銃を失って丸腰になっていたため、広に「待ってくれ」と頼むが、エメラルダスから「たたかう時はかならず相手の息の根をとめなさい」と教えを受けた広に撃ち殺されて宇宙に葬られ、「カーマインレッド」を奪われる。
ギヤズ
鉱石運搬船「カーマインレッド」の機関長。医師から金を受け取って広を乗船させると約束したボーンの命令で広を船に案内する。広に宇宙でのルールを簡単に説明した。表面上は船長であるボーンに従っているが、実際にはボーンを出し抜いて船を奪うつもりだったようである。船の中に侵入したエメラルダスにこれまでに殺害した人数を訊かれて「7人」と答えるが実際は8人殺害していた。1人は金星の夜の都で後ろから撃ち殺した人物である。決闘の経験も無い者に対して「真剣勝負」と言いいながら後ろから撃ち殺し、その後ろめたさから殺害した人数に含めていなかったが、これをエメラルダスに咎められ、殺される。
マスター
ダイモスの酒場のマスターで、エメラルダスの性格をよく知る人物。エメラルダスから食料と銃を広に渡すよう依頼されるなど、エメラルダスからもそれなりに信用されている人物のようである。エメラルダスとの約束通り、広がギヤスと店を出る直前に大量の食事を提供し、銃を渡す。広がダイモスを発ったあと、店に来た医者と共に広の旅の成功を祈って乾杯した。
惑星「ジュラ」移住者の男
エメラルダスがまだ駆け出しだった頃に不時着した惑星「ジュラ」に先に住み着いていた100人の移住者の一人で、エメラルダスとの決闘（後述）で彼女の顔に傷をつけた男。この星に住み着いて地球生活時代と同じ振る舞いをしようとしたエメラルダスを罵倒し、「住みたければ奴隷になれ」と要求するも、拒否される。その後、ヒモネスに導かれてゾナラーナの宇宙船に辿り着いていたエメラルダスを追ってきて、再度奴隷になることを要求するも拒否され、重力サーベルで決闘する。エメラルダスに持っていた重力サーベルを弾かれ、軽くあしらわれるも彼女が背を向けたところを銃で反撃。自分の重力サーベルを拾いジュラの砂で脆くなっていたエメラルダスの重力サーベルをへし折って形勢逆転したものの、ヒモネスが何処からともなく見つけてきた新しい重力サーベルを手にしたエメラルダスに殺される。
ヒモネス
ゾナラーナの船までエメラルダスを導いた不思議な生物。一流の外科医でもあり、移住者の男との戦いで頬に傷を負ったエメラルダスを手当てした。
ゾナラーナ
宇宙船『クイーン・エメラルダス号』の元の持ち主だった女性。「モスガルート」出身。惑星「ジュラ」で長い間エメラルダスが来るのを待っていた。元の船が故障して途方に暮れていたエメラルダスをヒモネスに命じて自分の船に導かせた。当時のエメラルダスと同じくらいの歳の頃に故郷のモスガルートを発ち、自らの生涯をエメラルダスに打ち明けた。エメラルダスに宇宙で生きていく為の心構えを教え、『クイーン・エメラルダス号』を託して死亡した。エメラルダスはゾナラーナの教えを守ってこれまで生き抜いてきているため、エメラルダスにとっての師匠にあたる人物である。宇宙海賊として広くその名を知られるようになったエメラルダスは今でもその教えを守って宇宙を旅しており、広と出逢った際にも彼女から受けた教えをそのまま広に教え継いでいる。
臨時のパトロール
ガニメデ鉱山で働くパトロール隊員。惑星間戦闘艦の乗組員としての経験もありかつては宇宙への旅を夢みていたが、夢を果たせなかった。名前を広に聞かれた際、自分のことを「昔 一国一城の主になろうとしてなれなかった男」と答えている。若い頃にエメラルダスに逢ったことのある人物であり、作中ではエメラルダスの過去を知る数少ない人物のうちの一人でもある。広の理解者の一人であり、レーザー削岩機の故障原因や広の容態を監督に報告するにあたり、虚偽の報告をして広の解雇を回避し、更には新しい船を作るための資金の足しにするために「医療費」の名目で監督に負担させ、広の夢を後押しする。
監督
ガニメデ鉱山の監督官。当初は広をぞんざいに扱っていたが、娘と悶着を起こした広を鉄拳制裁で解雇するも、広に睨み付けられた際に考えが変わり、広の解雇を撤回した上で娘の育て方を誤った責任として、自分の娘を処刑。これを以て広と和解する。その後、ガニメデでは連邦が個人で宇宙船を所有・建造することを禁止したため、そのことを広に知らせ、直ちにガニメデを離脱させる。その後、追跡してきた機械化警察艇の武装警察に船の出発を手助けした容疑を掛けられるが「少年の夢にすこしくらい手をかしてなにがわるい!!」と啖呵を切り、その場で銃殺される。
監督の娘
ガニメデ鉱山の監督の娘で、何不自由なく温室で過保護に育てられたため、性格は我が儘そのもので人を思いやる気持ちが皆無。人間的な気遣いが完全に破綻している極めて自己中心的な人物。父親である監督は、そのような娘に育ててしまった責任は自分にあるとして、自分自身に対する戒めの意味も込めて娘の処刑を決断。父親の指揮の下、処刑される。
バイダーズ
金星の殖民都市生まれの殺し屋。惑星「ナスカ」で殺戮の限りを尽くしていた。名うての殺し屋を気取っているにも拘わらず、エメラルダスの名を知らなかった。600万ドバール（約3600万円）の賞金首を掛けられていることを自慢しているが、その賞金首のポスターを破るようにして剥がしたエメラルダスに激怒し、エメラルダスが宿泊していた「ホテルミニマニ」に殴り込むが、返り討ちに遭って一撃で殺される。その正体はただのアンドロイドであり、それが殺戮を何とも思わない理由だったと判明する。
保安官
惑星「ナスカ」の保安官。殺戮を繰り返すバイダーズに手も足も出せず、見かねて600万ドバールの賞金首を掛ける。エメラルダスがバイダーズを殺したため、600万ドバールを受け取ることになるはずであったが、バイダーズが人間ではなかったことなどを理由に出し惜しみする。その後、エメラルダスに「あなたをふきとばしておたずね者になってあげましょうか?」と脅され、広が来た時に修理代として渡すことを約束するが、「どうせ来るわけない」と最初から約束を守る気は無く、エメラルダスがナスカを発った後、金をピンハネしようとした。その後、エメラルダスの公発言通りに広がナスカに不時着したため、広と接見した事実作りのために自分の職場に広を連れて行き、金が広の物であることを話すが、荒い不時着によって周辺環境が損害を受けたことを理由に金の引き渡しを拒否する。その後、戻ってきたエメラルダスに約束を破ったことを理由に殺される。

## ラジオドラマ
スペースファンタジー エメラルダス
1977年12月1日、『佐々木功のセイ!ヤング』（文化放送）内で放送。エメラルダスが別れた男を追って宇宙を旅するもので、ほぼ原作に近い内容となっている。
本放送時に田島令子ら声優陣による、面食いで高飛車なエメラルダスが登場するパロディ編があり、同番組にゲスト出演していた松本零士は「エメラルダスと言うより、ダイヤモンダスだね」と評価していた。
- 演出：林安二
- 脚色：久間兼輔
- 音楽：横山菁児
- 出演：田島令子、宗像智子、ささきいさお、石丸博也、塩谷翼
- 挿入歌：「エメラルダスのテーマ」（川島かず子）、「枯木霊歌」（ささきいさお）、「星の旅人」（ささきいさお）、「エメラルダスの歌」（ささきいさお）

交響詩 エメラルダス II
1979年3月24日、文化放送ほか全国33局で進研ゼミ提供の特別番組として放送。エメラルダスが沈没直前のアトランティス大陸を訪れるという異色作。本編放送前に竹内均教授がアトランティス＝サントリーニ島大噴火説についての解説を行うというおまけまであった。
- プロデュース：林安二
- 脚色：佐々木清隆
- 出演：田島令子、田中信夫、富山敬、ささきいさお、伊武雅之、麻上洋子、加藤早紀子
- 挿入歌：「男たちのバラード」（町田義人）、「美しい女（ひと）…エメラルダス」（町田義人）

## OVA
1998年から1999年にかけて全4話でOVA化される。第1話・第2話はオー・エル・エム、第3話・第4話はマルチ・アクセス・カンパニー(M.A.C)がアニメーション制作を担当しているため、スタッフが一部を除き大きく入れ替わっている。VHSとLDは1巻につき1話収録の全4巻でリリースされた。当初は2巻までのリリースを予定し、後に全8巻のリリース予定と発表されるも最終的に全4巻となった。DVDは全3巻となっており、第1巻は第1話と第2話を1枚に収録している。2001年には全4話を収録した3枚組DVD-BOXも発売された。発売元はマクザム(MAXAM)。
原作を基にはしているものの、ストーリーはオリジナルとなっている。また、原作に登場しないオリジナルキャラクターが多数登場しているほか、第1話ラストでエメラルダスがメーテルを自分の妹であると言及しているシーンや、サイレンの女神族のエピソードを基にした第4話に登場するサイレンが『999』エターナル編に登場する新種族・メタノイドとなっているなど、1990年代からの新設定を踏まえたものとなっている。
サブタイトル
- 第1話「無限への旅発ち」〜DEPARTURE〜
- 第2話「不滅の紋章」〜ETERNAL EMBLEM〜
- 第3話「宿命の絆」〜FRIENDSHIP〜
- 第4話「サイレンの女神」〜SIREN〜

キャスト

- エメラルダス：田島令子
- 海野広：林原めぐみ
- ル・ロウ：緒方賢一
- 大山トチロー：山寺宏一
- ハーロック：井上真樹夫

1-2巻で登場
- 女王バラルーダ：麻上洋子
- ルーダ：宮村優子
- エルドメイン大佐：鈴置洋孝
- ガモル：小杉十郎太
- マスター：柴田秀勝
- 船長：小林清志
- 一等航海士：家中宏
- 鉱夫：宇垣秀成、鈴木琢磨、長嶝高士
- 少女(1)：永野愛
- アルフレス女衛兵(1)：そのざきみえ
- ネコ(2)：そのざきみえ
- 衛兵(2)：堀川仁、千葉進歩、芳村健次

3-4巻で登場
- ラメール：結城比呂(3)
- ルシール：清水香里(3)
- ガゼール：岩田安生(3)
- 山賊ヴァイダス：大塚明夫(3)
- サイレンの女神：高島雅羅(4)
- メタノイド(4)：長嶝高士、横尾博之
- ガニメデのカイン(4)：中博史
- 工場長(4)：山野井仁
- 主任(4)：菅原淳一
- 広を罵る男(4)：加瀬康之
- 広を罵る女(4)：小池亜希子、水間真紀、幸田夏穂

スタッフ
- 原作・総設定：松本零士
- 製作：菊池笛人、円谷粲、木村純（1、2）
- 企画：酒井俊治、今井朝幸、加計晃（1、2）
- 監督：浅田裕二（1、2）、影山楙倫（3、4）
- 脚本：神尾麦
- キャラクターデザイン・総作画監督：増永計介（1、2）、柳野龍男（3、4）
- メカニックデザイン：板橋克己
- メカ作画監督：沢田正人（1、2）、才木康寛（3、4）
- 美術監督：工藤ただし（1、2）、脇威志（3、4）
- 色彩設計：大関たつ枝（1、2）、村上智美（3、4）
- 撮影監督：白井久男（1、2）、斉藤豊（3、4）
- 音響監督：渡辺淳（1、2）、小林克良（3、4）
- 音楽：大島ミチル
- 編集：辺見俊夫（1、2）、木田伴子（3、4）
- プロデューサー：酒井俊治、今井朝幸、岡川晃基、本田浩司（3、4）
- アニメーションプロデューサー：真木透、神田修吉（1、2）、大黒幸雄、勝又裕司（3、4のみ）
- アニメーション制作：OLM TEAM WASAKI（1、2） 、マルチ・アクセス・カンパニー（3、4）
- 制作：フォーサム
- 製作：クイーンエメラルダス製作委員会（マクザム、円谷映像）

主題歌・挿入歌
4曲いずれも作詞は冬杜花代子。唄は、オープニング(全話)とエンディング(第1-3話)は松本圭未が、エンディング(第4話)と挿入歌はりりィがそれぞれ担当。

- OP 「クイーンエメラルダス」
作曲：田辺智沙、編曲：戸塚修
- ED
  - 第1 - 3話 「SILENT SONG」
作曲・編曲：大内義昭
  - 第4話 「ひとりでも ひとりではない」
作曲：りりィ、編曲：斉藤洋士

- 挿入歌
  - 第3話 「ひとりでも ひとりではない」
作曲：りりィ、編曲：斉藤洋士
  - 第4話 「A Sense of Revenge」
作曲：都志見隆、編曲：京田誠一

## 他の松本作品での登場
『999』、『ハーロック』などにエメラルダスが登場しているほか、テレビ特番やゲームなどにも登場している。なお、アニメ版『ハーロック』では版権の問題からエメラルダスを直接登場させることができず、彼女に相当するキャラクターとして、エメラーダ（声：吉田理保子）を第30、第31話で登場させている。
新竹取物語1000年女王 松本零士の世界
1980年11月11日の火曜日にフジテレビで放送された、『新竹取物語 1000年女王』を紹介・宣伝する特別番組。松本ブームが最高潮だったため、『宇宙戦艦ヤマト』『銀河鉄道999』など多くの松本アニメに登場するキャラクターと実写パートを組み合わせて製作された、凝った形態の作品。エメラルダスも劇場版『999』の出演者として、同番組に比較的多く登場している。
松本零士999 〜Story of Galaxy Express 999〜
『999』をベースに製作されたプレイステーション用ゲーム。エメラルダスに加え、海野広も登場。星野鉄郎の乗る999号と海野広の乗る宇宙船が衝突したことで、2人はそれぞれ修理用の部品を手に入れるため火星で協力し、友情を結ぶ。広の声は田中真弓が担当。

## 関連商品
松本零士ロマンコレクション vol.2 「クイーンエメラルダス」
コナミより、2002年3月25日にフィギュア付きラムネ菓子として発売される。フィギュアの種類は全8種で、キャラクターのコスチュームやカラーリングはOVA版準拠。